# Epidendrum geniculatum
Epidendrum geniculatum é uma espécie de planta do gênero Epidendrum e da família Orchidaceae.

## Taxonomia
A espécie foi descrita em 1882 por João Barbosa Rodrigues.
São conhecidas as seguintes subspécies de Epidendrum geniculatum Barb.Rodr. Os seguintes sinônimos já foram catalogados:
- Epidendrum hololeucum  Barb.Rodr.

## Forma de vida
É uma espécie epífita e herbácea.

## Conservação
A espécie faz parte da Lista Vermelha das espécies ameaçadas do estado do Espírito Santo, no sudeste do Brasil.

## Distribuição
A espécie é endêmica do Brasil e encontrada nos estados brasileiros de Espírito Santo, Paraná,Rio de Janeiro, Santa Catarina e São Paulo. A espécie é encontrada no domínio fitogeográfico de Mata Atlântica, em regiões com vegetação de restinga.